# Kössein
Die Kössein ist ein Bach des bayerischen Fichtelgebirges, der am Berg Kösseine entspringt und nach einem erst östlichen, dann nordöstlichen Lauf von 19 km Länge beim Dorf Seußen der Stadt Arzberg im Landkreis Wunsiedel im Fichtelgebirge von rechts in die Röslau mündet.

## Name
Die Kössein wird volkstümlich auch „Kösseine“ genannt, am Oberlauf auch „Ziegenbach“. Kösseine bzw. Kössein leitet sich von dem 1285 erstmals erwähnten Bergnamen „Chozin“ ab. Dieser ist slawischen Ursprungs und bedeutet Ziegenberg, vielleicht ein Hinweis auf die dort früher betriebene Viehwirtschaft.

## Geographie

### Quellbäche
Der Bach Kössein entsteht am Ostabfall der Kösseine (939 m ü. NHN) aus einigen Quellbächen, deren längster an der höchstgelegenen Quelle auf etwa 773 m ü. NHN  Höhe an der Südostseite des Sattels zwischen Kösseine und dem benachbarten Burgstein (879 m ü. NHN) entspringt. Eine gefasste Quelle ist der Püttnerfelsbrunnen. Auf 599 m ü. NHN sind gut einen Kilometer nordöstlich des Dorfes Kössain der Stadt Waldershof an der Grenze zum Tröstauer Forst-Ost alle wesentlichen Quelläste vereint und der Bach nimmt nun die ungefähre östliche Laufrichtung seines Oberlaufs ein.
Dicht im Südosten des Kösseinegipfels und auf 829 m ü. NHN liegt der sogenannte Kösseinebrunnen etwas außerhalb des Einzugsgebiets der Kössein in dem des Kösseinbachs, der südwärts über den Höllbach zur Fichtelnaab entwässert.

### Verlauf

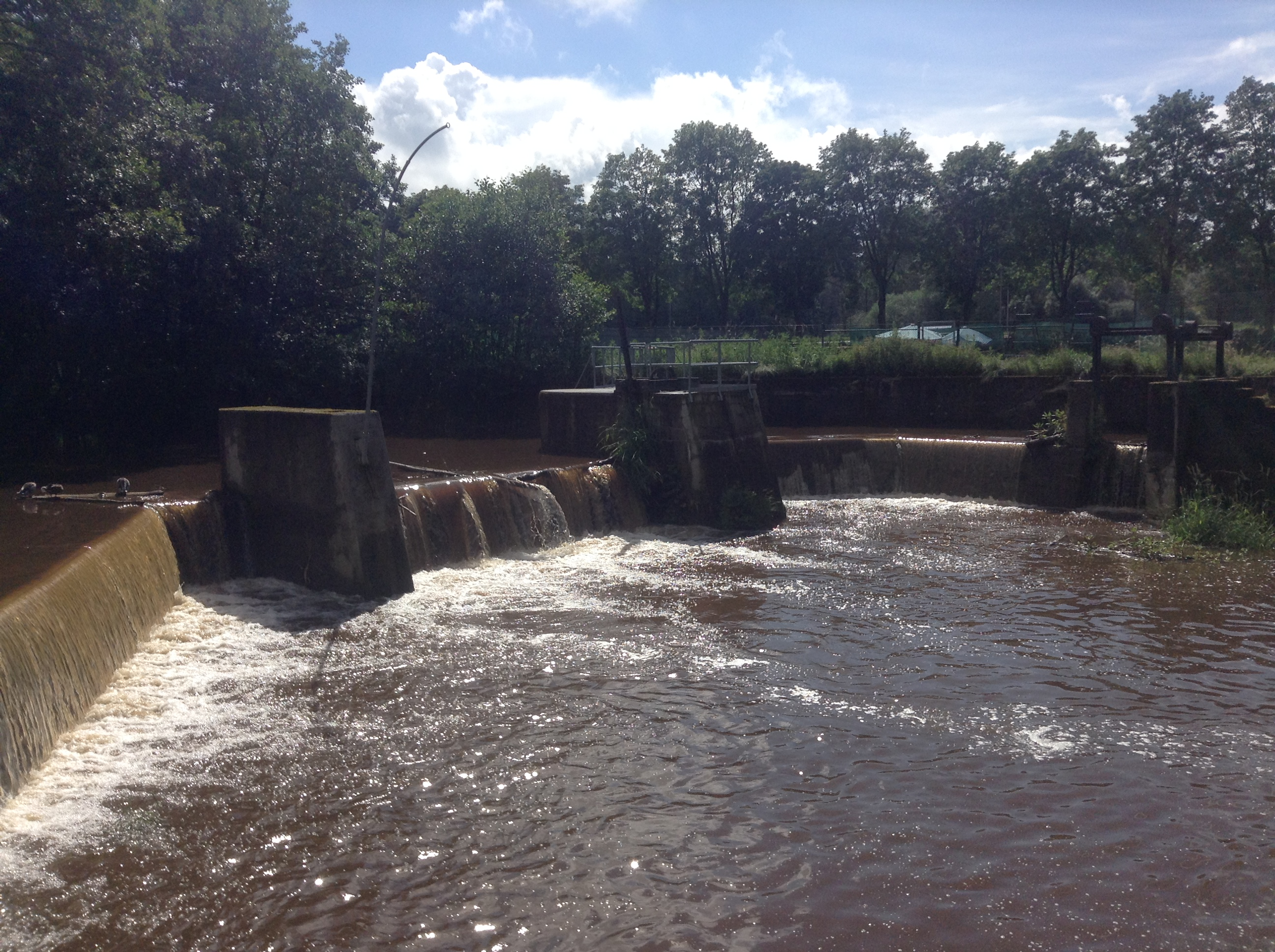
Die Kössein passiert im Auenpark in Marktredwitz dieses Wehr, seitlich wird ein Teil des Wassers zur Stromgewinnung abgezweigt

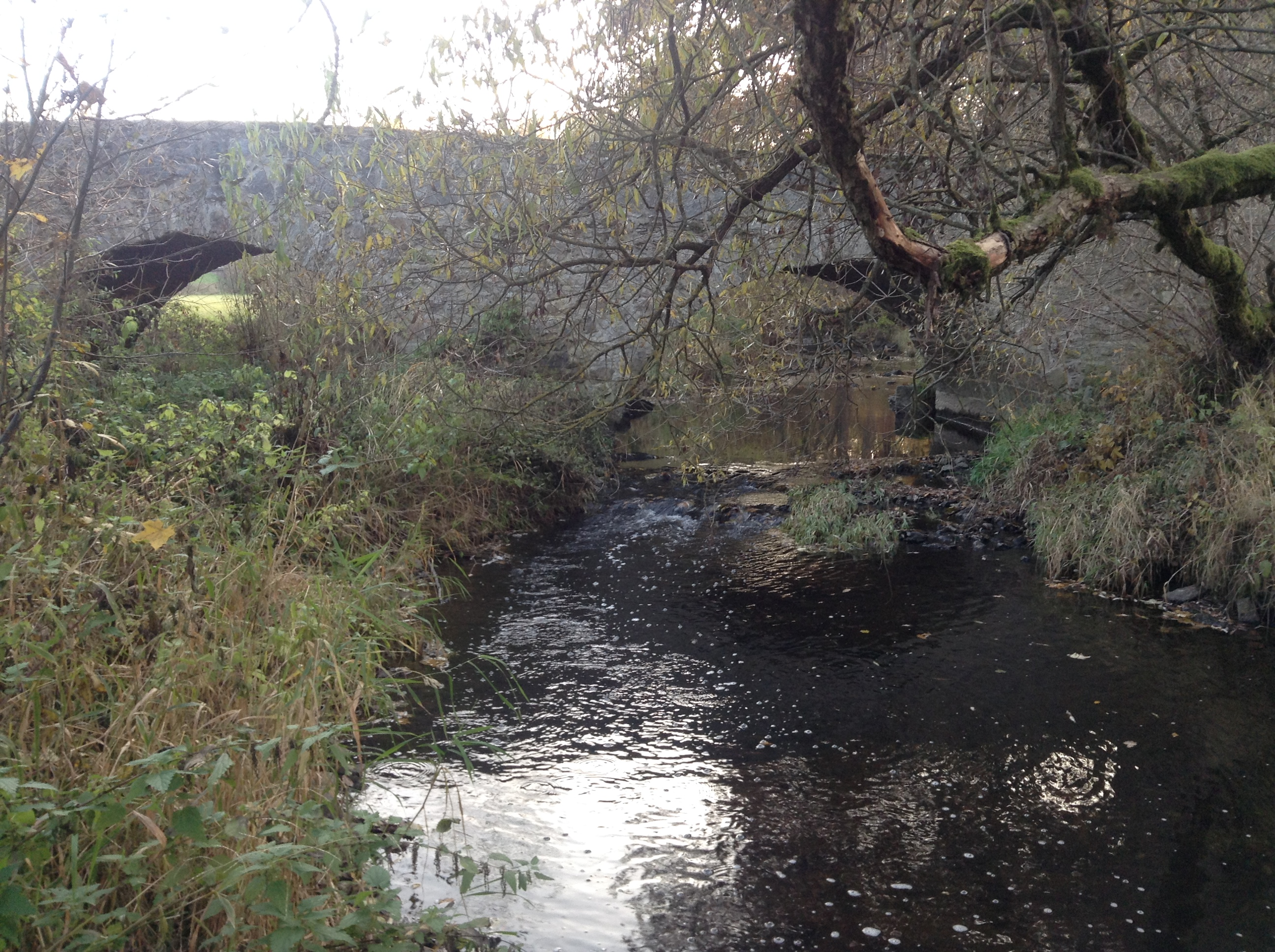
Am Unterlauf der Kössein bei Seußen mit der spätbarocken, dreijochigen Markgrafenbrücke

Der im Hauptlauf im Tröstauer Forst entstandene Bach fließt ostwärts aus dem Wald im Stadtgebiet von Waldershof durch Rodenzenreuth auf die Kleinstadt selbst zu, die er am Südrand des Siedlungskerns durchquert. Am südöstlichen Siedlungsrand fließt ihm der Walbenbach zu, der vor allem über seinen längeren Zulauf Steinbach ein großes Gebiet im Südosten entwässert. Bei diesem Zufluss knickt die Kössein nach Nordosten ab, eine Richtung, die sie grob bis zur Mündung beibehält.
Ab Waldershof mäandert der Bach in weiten Schleifen auf Marktredwitz zu, unter einer Bahnbrücke der Bahnstrecke Weiden–Oberkotzau hindurch; gleich darauf mündet im Auenpark am Stadtrand von Marktredwitz von rechts und aus Süden kommend der Ödweißenbach, kurz darauf trifft auf der Gegenseite der kleinere Trebnitzbach auf die Kössein. Nach dem begradigten Lauf durch Marktredwitz quert am anderen Stadtrand die A 93 den Bach, der dann den Stadtteil Wölsau am linken Ufer wieder mäandrierend passiert; gegenüber mündet der Rohrbach. Nach Wölsauerhammer (rechts) und Neu-Haag (links) durchfließt die Kössein den Marktredwitzer Stadtteil Brand und wechselt dann auf das Gebiet der Kleinstadt Arzberg, wo sie nach einem kurzen Restlauf an der Krippnermühle die barocke Markgrafenbrücke unterquert und gegenüber dem Kirchdorf Seußen von rechts auf etwa 476 m ü. NHN in die Röslau mündet, einen Nebenfluss der Eger.

### Einzugsgebiet
Die Kössein entwässert ein Einzugsgebiet von 94,4 km² insgesamt etwa in ostnordöstlicher Richtung. Der Bachlauf liegt im nördlichen Drittel des Einzugsgebietes, ab Marktredwitz ist er nie mehr als zwei Kilometer von der aufnehmenden, nördlich fließenden Röslau entfernt. Die Kontur des Einzugsgebietes ist ungefähr ein Dreieck mit einer Ecke im Nordwesten auf dem Gipfel der Kösseine (939 m ü. NHN), an der der Bach entsteht, einer zweiten im Süden auf der Platte (mit 946 m ü. NHN der höchste Punkt des Einzugsgebiets), an deren Abhang der Hauptstrang Steinbach des rechten Zuflusses Walbenbach entspringt, und der dritten Ecke im Ostnordosten unweit der auf 476 m ü. NHN liegenden Mündung.
Von der Kösseine bis zur Mündung der Kössein wird das links anliegende Gebiet durch kurze Bäche zur Röslau entwässert. An einem kurzen Stück am östlichen Rand des Einzugsgebietes nahe der Mündung grenzt das der Feisnitz an, des nächsten Röslau-Zuflusses. Die südöstliche Einzugsgebietsgrenze stößt bis etwa zum Kleinen Teichelberg (Gipfel Steinknock; 708 m ü. NHN) an das Entwässerungsgebiet der Wondreb, deren Zuflüsse Lausnitz und Seibertsbach dicht dahinter entspringen, dann gegen das der Wiesau, die in die Waldnaab mündet und an das des Fichtelnaab-Zuflusses Heinbach. Jenseits der dritten Seite der Einzugsgebietskontur zwischen der Platte und der Kösseine entwässert der Höllbach ebenfalls zur Fichtelnaab.
Da Röslau und Wondreb über Eger und Elbe zur Nordsee entwässern, während Wald- und Fichtelnaab ihr Wasser über Naab und Donau dem Schwarzen Meer zuführen, ist die Einzugsgebietsgrenze etwa vom Steinknock bis zur Kösseine ein Abschnitt der großen Europäischen Kontinentalwasserscheide.

## Nutzung
Das Wasser der Kössein trieb früher Mühlen an, aus denen zumeist kleine Wasserkraftwerke geworden sind, und sie diente der Fischerei. Stark quecksilberhaltige Abwässereinleitungen der Chemischen Fabrik Marktredwitz machten später diese Nutzung fast ganz unmöglich; die im Gewässer lebenden Fische sind wegen ihres Schwermetallgehaltes nicht für den Verzehr geeignet. Die stillgelegte Fabrik wurde inzwischen abgerissen; der Bach hat sich jedoch noch nicht von der Belastung erholt.

## Geologie
Ab Waldershof verläuft die Kössein auf dem Grund der Waldershofer Senke, einer südwestlichen Verlängerung des Egergrabens. Die Senke setzt sich bis Hohenberg fort und mündet dort ins Egerbecken; der untere Teilabschnitt wird von der Röslau durchflossen. Im Talgrund dominieren anders als im restlichen Fichtelgebirgsbogen tertiäre Sedimente, unterbrochen von vulkanischen Ablagerungen und Marmorvorkommen.